# Reserva de la cordillera de Talamanca
La reserva de la Cordillera de Talamanca se encuentra en la frontera entre Costa Rica y Panamá. Fue nombrado Patrimonio de la Humanidad por la Unesco en 1983, ampliándose su calificación en 1990.

## La cordillera de Talamanca
La cordillera de Talamanca se localiza en Costa Rica y Panamá y presenta las mayores elevaciones de ambos países: el cerro Chirripó (3.820 m) y cerro Kamuk (3.549 m) en Costa Rica, y el volcán Barú (3.475 m) y el cerro Fábrega (3.335 m) en Panamá.
En esta cordillera dominan el bosque tropical muy húmedo, los bosques nubosos, los bosques de roble, los bosques montanos y los páramos, el clima es tropical muy húmedo y con precipitaciones desde los 2000 hasta los 7000 mm anuales. Debido a lo inclinado del terreno y a las diferencias de precipitación entre la vertiente Pacífica y la del Caribe el bosque ha sido reducido grandemente en el Pacífico. La mayor parte del bosque esta en la vertiente Caribe. 
La cubierta boscosa remanente está protegida en 5 áreas protegidas: el Parque Internacional La Amistad (Costa Rica y Panamá), el parque nacional Chirripó (Costa Rica), parque nacional Volcán Barú (Panamá), el Bosque Protector Palo Seco (Panamá) y la Reserva Forestal de Fortuna (Panamá). El área de Fortuna en Panamá es considerado el extremo sur de la cordillera de Talamanca. Desde ese sector hacia el este de Panamá, el nombre oficial de la formación montañosa que separa las vertientes Atlántico y Pacífico se le denomina cordillera Central de Panamá, que se extiende hasta el cerro Campana y Trinidad en el área central del istmo de Panamá.
La vegetación de los páramos de la cordillera de Talamanca es muy particular por estar asociada a las cimas de las principales montañas arriba mencionadas. Se caracteriza por presentar hábitos muy particulares, tales como, arbustos compactos achaparrados, árboles enanos, herbáceos, rosetas, gramíneas en macolla y plantas acojinadas. 
El páramo de esta cordillera es un tipo de vegetación en el cual predominan las gramíneas bambusoideas del género Chusquea y las gramíneas acojinadas como Cortaderia y Calamagrostis, con matorrales de compuestas y una vegetación de piso compuesta por umbelíferas, ranunculáceas, rosáceas, rubiáceas y ciperáceas. Son consideradas "sabanas de altura". En Panamá encontramos este frágil ecosistema como parches localizados en las cimas de los cerros Fábrega (3.340 m), Itamut (3.279 m) y Echandi (3.162 m) dentro del Parque Internacional La Amistad (PILA).

## Parque Internacional La Amistad
Comprende 193.929 ha de terreno costarricense y es el más importante del país, las temperaturas varían entre 24 en las zonas bajas y 5,5 °C en las zonas más altas; este clima permite una frondosa vegetación tanto de bosque tropical como de páramo, y también de bosque subtropical.
La vegetación es sumamente variada. Desde las tierras bajas hasta los 3000 m s. n. m. predomina el bosque tropical. A partir de esta altitud aparece el bosque achaparrado, caracterizado por árboles bajos y resistentes. Más arriba se encuentra la vegetación de páramo, adaptada a condiciones climáticas más extremas.
Esta gran variedad de vegetación, que alberga el 90% de la flora costarricense, da un hábitat ideal para una variadísima fauna: felinos como el puma, el jaguar, el jaguarundí, primates como el mono congo, mono araña, mono carablanca y posiblemente monos como el tamarín o el aotus, dos especies de primates que se encuentran en el territorio panameño, y que cabe la posibilidad de que se encuentren en Costa Rica. El parque es el hogar de grandes mamíferos como el tapir, el saíno, el perezoso y quizá el oso hormiguero.
Las especies de aves son variadísimas, están el guacamayo, el quetzal, el colibrí, el águila arpía, el tucán, el yigüirro (pájaro nacional) y muchas más.